# (11707) Grigery
(11707) Grigery (1998 HW17) – planetoida z pasa głównego asteroid okrążająca Słońce w ciągu 3,3 lat w średniej odległości 2,22 j.a. Odkryta 18 kwietnia 1998 roku.